# Первомайське (Ульяновська область)
Первомайське (рос. Первомайское) — село в Інзенському районі Ульяновської області Російської Федерації.
Населення становить 142 особи. Входить до складу муніципального утворення Валгуське сільське поселення.

## Історія
Від 2004 року входить до складу муніципального утворення Валгуське сільське поселення.

## Населення
| 2010 |
| ---- |
| 142  |